# Pier Paolo Capponi
Pier Paolo Capponi (Subiaco, 1938. június 9. – Torri in Sabina, 2018. február 15.) olasz színész, forgatókönyvíró.

## Fontosabb filmjei
- Il nostro agente a Casablanca (1966)
- Un uomo a metà (1966)
- Szívkirály (Le roi de cœur) (1966)
- 2 once di piombo (1967)
- Mister X (1967)
- Felforgatók (I sovversivi) (1967)
- Quella carogna dell'ispettore Sterling (1968)
- Seduto alla sua destra (1968)
- Commandos (1968)
- I ragazzi del massacro (1969)
- La monaca di Monza (1969)
- Tűz a Monte Fiorón (Uomini contro) (1970)
- Le foto proibite di una signora per bene (1970)
- Uccidete il vitello grasso e arrostitelo (1970)
- Scacco alla mafia (1970)
- E venne il giorno dei limoni neri (1970)
- A kilencfarkú macska (Il gatto a nove code) (1971)
- Una stagione all'inferno (1971)
- Volt egyszer egy zsaru (Il était une fois un flic…) (1972)
- Sette orchidee macchiate di rosso (1972)
- Valeria dentro e fuori (1972)
- Le monache di Sant’Arcangelo (1973)
- Il Boss (1973)
- Milano: il clan dei Calabresi (1974)
- Antonio Gramsci: i giorni del carcere (1977)
- Diamanti sporchi di sangue (1978)
- Semmelweis (1980, tv-film)
- Bankomatt (1989)
- Pezsgő élet (Champagne Charlie) (1989, tv-film)
- La primavera di Michelangelo (1990, tv-film)
- Polip – Az utolsó titok (La piovra 6 - L'ultimo segreto) (1992, tv-film)
- Fiorile (1993)
- Farinelli, a kasztrált (Farinelli) (1994)
- I banchieri di Dio (2002)